# Crosskeya nigrotibialis
Crosskeya nigrotibialis là một loài ruồi trong họ Tachinidae.